# Byrsophyllum ellipticum
Byrsophyllum ellipticum là một loài thực vật thuộc họ Rubiaceae. Đây là loài đặc hữu của Sri Lanka.